# Laski (Osowno)
Laski – część wsi Osowno w Polsce, położona w województwie lubelskim, w powiecie radzyńskim, w gminie Borki.
W latach 1975–1998 Laski administracyjnie należały do ówczesnego województwa lubelskiego.